# Tantima
Tantima é um município do estado de Veracruz, no México. Ele está situado na zona montanhosa central do estado, a cerca de 220 km da capital Xalapa. Tem uma superfície de 267,32 km² e localiza-se a 21°20'N 97°50'W.